# Al-Halba
Al-Halba (arab. الهلبة) – miejscowość w Syrii, w muhafazie Idlib. W 2004 roku liczyła 1381 mieszkańców.